# Ndzingeni
Ndzingeni – inkhundla w Dystrykcie Hhohho w Królestwie Eswatini. Według spisu powszechnego ludności z 2007 r. zamieszkiwało go 19 115 mieszkańców. Inkhundla dzieli się na siedem imiphakatsi: Bulandzeni, Emgungundlovu, Emvuma, Ludlawini, Ndzingeni, Ngowane, Nkamanzi.